# Yun Suk-young
Yun Suk-young (en coreano: 윤석영; Suwon, Gyeonggi, 13 de febrero de 1990), también escrito como Yoon Suk-young, es un futbolista surcoreano que juega como defensa en el Cheongju F. C. de la K League 2.

## Selección nacional

### Juveniles
En julio de 2012 fue incluido en la lista de 18 jugadores que representaron a Corea del Sur en el Torneo de Fútbol Masculino de los Juegos Olímpicos de Londres 2012 y obtuvieron la medalla de bronce.

### Selección absoluta
El 8 de mayo de 2014, el entrenador Hong Myung-bo lo incluyó en la lista final de 23 jugadores que competirán en la Copa Mundial de Fútbol de 2014.

### Participaciones en Copas del Mundo
| Mundial                        | Sede          | Resultado        |
| ------------------------------ | ------------- | ---------------- |
| Copa Mundial Sub-17 de 2007    | Corea del Sur | Primera ronda    |
| Copa Mundial Sub-20 de 2009    | Egipto        | Cuartos de final |
| Copa Mundial de Fútbol de 2014 | Brasil        | Primera fase     |

## Clubes
| Club                             | País          | Año       |
| -------------------------------- | ------------- | --------- |
| Chunnam Dragons                  | Corea del Sur | 2009-2012 |
| Queens Park Rangers F. C.        | Inglaterra    | 2013-2016 |
| Doncaster Rovers F. C. (cedido)  | Inglaterra    | 2013      |
| Charlton Athletic F. C. (cedido) | Inglaterra    | 2016      |
| Brøndby IF                       | Dinamarca     | 2016      |
| Kashiwa Reysol                   | Japón         | 2017-2020 |
| F. C. Seoul (cedido)             | Corea del Sur | 2018      |
| Gangwon F. C. (cedido)           | Corea del Sur | 2019      |
| Busan IPark F. C. (cedido)       | Corea del Sur | 2020      |
| Gangwon F. C.                    | Corea del Sur | 2021-2024 |
| Cheongju F. C.                   | Corea del Sur | 2025-     |